# Lucasioides zavattarii
Lucasioides zavattarii är en kräftdjursart som först beskrevs av Arcangeli1927.  Lucasioides zavattarii ingår i släktet Lucasioides och familjen Trachelipodidae. Inga underarter finns listade i Catalogue of Life.